# Paul Meisen
Paul Meisen (* 19. Oktober 1933 in Hamburg; † 23. Juni 2020 in Singenbach) war ein deutscher Flötist und Hochschullehrer.

## Leben
Meisen studierte an der Hochschule für Musik Detmold bei Kurt Redel. Zunächst Flötist bei der Badischen Staatskapelle Karlsruhe, wirkte Meisen 1954 bis 1972 als Soloflötist des Philharmonischen Staatsorchesters Hamburg, dazwischen (1962/63) des Bayerischen Staatsorchesters München. 1960 wurde er mit dem Ersten Preis beim Internationalen Musikwettbewerb der ARD ausgezeichnet. 1972 erhielt er eine Professur an der Hochschule für Musik Detmold, 1981 an der Hochschule für Musik in München. Nach der Emeritierung hatte Paul Meisen 1996 bis 2003 eine Gastprofessur an der National University of Fine Arts and Music Tokio inne.
Anlässlich Meisens 75. Geburtstags veröffentlichte das Label MDG eine fünf CDs umfassende Retrospektive.

## Einzelnachweis
1. ↑  Traueranzeige Paul Meisen auf trauer.sueddeutsche.de vom 11. Juli 2020

| Personendaten    | Personendaten                         |
| ---------------- | ------------------------------------- |
| NAME             | Meisen, Paul                          |
| KURZBESCHREIBUNG | deutscher Flötist und Hochschullehrer |
| GEBURTSDATUM     | 19. Oktober 1933                      |
| GEBURTSORT       | Hamburg                               |
| STERBEDATUM      | 23. Juni 2020                         |
| STERBEORT        | Singenbach                            |